# Derek Draper
Derek Draper (Chorley, 15 agosto 1967 – Londra, 3 gennaio 2024) è stato un giornalista e scrittore britannico, rimasto coinvolto in due scandali politici: Lobbygate nel 1998 e, nel 2009, mentre era editore del sito web LabourList.
Fu autore di due libri, Blair's 100 Days and Life Support.

## Biografia
Draper studiò alla Southlands High School di Chroley fino al 1984. In seguito frequentò il Runshaw College di Leyland e l'Università di Manchester. Mentre era all'università, Draper fornì ospitalità a Ken Livingstone, che aveva perso il treno dopo una riunione del Labour Club. Secondo quanto riferito, Livingstone fu sbalordito di trovare esposto nella stanza di Draper un enorme poster del vice leader del partito laburista Roy Hattersley. In quel periodo, Draper incontrò per la prima volta Charlotte Raven, con la quale fu poi coinvolto sentimentalmente.
Draper iniziò la sua carriera politica nel 1990, quando divenne segretario del collegio elettorale di Nick Brown. Nel 1992 lasciò questo lavoro e andò a lavorare come ricercatore per il parlamentare di Hartlepool, Peter Mandelson. Nel 1996 divenne direttore di una società di lobbying chiamata GPC Market Access, ove fu impiegato fino al 1999. Mentre lavorava presso GPC Market Access, fondò la New Labour Organization Progress con Liam Byrne. Durante la fine degli anni '90, Draper lavorò come redattore politico della Modern Review, fu per breve tempo editorialista del Daily Express e presentatore di Talk Radio UK.
Dopo il ritiro dal mondo politico, Draper si formò come psicoterapeuta, ottenendo un master in psicologia clinica. Mentre si trovava a Berkeley, lavorò come direttore dello sviluppo di un centro di consulenza per la comunità; in seguito fu assunto in uno studio privato a Marylebone, Londra. Successivamente chiarì di aver studiato al Wright Institute of California, una scuola di specializzazione nella città di Berkeley fondata da Nevitt Sanford.
Draper fu membro della British Association for Counseling and Psychotherapy (BACP).. Scrive una rubrica occasionale per il quotidiano The Mail on Sunday su questioni di psicoterapia e scrive anche colonne mensili sulle riviste Psychologies and Therapy Today. È anche l'autore di un capitolo in The Future of the NHS

### Lobbygate
Nel 1998 Draper fu ripreso in video con Jonathan Mendelsohn mentre si vantava con Greg Palast - un reporter del The Observer che si fingeva uomo d'affari - di come potessero agevolare l'accesso ai ministri del governo e creare agevolazioni fiscali per i propri clienti. Quando i tabloid si impossessarono della storia, la soprannominarono "Lobbygate".
Nella registrazione, Draper disse che "ci sono 17 persone che contano in questo governo [...] dire che sono intimo con ognuno di loro è l'eufemismo del secolo". Palast scrisse che Draper aveva affermato, riguardo alla sua motivazione: "Voglio solo riempire il mio conto in banca a 250 sterline l'ora". Secondo Palast, "Draper non era altro che un fattorino, un factotum, un fornitore, un impiegato amante di sé e eccessivamente profumato". Sebbene abbia negato le accuse e accusato The Observer di aver tentato di intrappolarlo, Draper fu ampiamente ridicolizzato in seguito. Palast in seguito dichiarò che la successiva copertura mediatica aveva mal interpretato la sua storia originale e che non si trattava solo di lobbisti vanagloriosi: "la vera storia riguardava Tony Blair e la sua cerchia ristretta".
In seguito al suo coinvolgimento nello scandalo "Lobbygate", Draper fu licenziato dal Daily Express e generalmente evitato dagli addetti ai lavori. Peter Mandelson disse di lui che "possiede una buona intelligenza, ma a volte temo che la usi male. Va al di sopra di sé stesso. Ma ora è stato rimesso al suo posto e penso che probabilmente imparerà un lezione da quanto è accaduto".

### LabourList
Nel 2008, Draper tornò ad occuparsi di politica britannica come consulente della campagna elettorale del partito laburista, in particolare come consigliere non retribuito di Ray Collins, l'allora segretario generale del partito laburista. L'anno successivo, in risposta al ruolo crescente che Internet stava giocando nella politica britannica e per fornire una presenza digitale ai laburisti, lanciò il sito LabourList, che vide come principali collaboratori David Lammy, Peter Mandelson, James Purnell e Piers Morgan.
L'11 aprile 2009 fu riferito dal Daily Telegraph che il consigliere speciale di Gordon Brown, Damian McBride, aveva inviato una serie di e-mail a Draper in cui si discutevano dei piani per creare un blog che sarebbe stato utilizzato per pubblicare false voci sulle vite private di membri di spicco del partito conservatore e dei loro coniugi. Queste diffamazioni avrebbero incluso fatti inventati attinenti alle sfere personale e sessuale della deputata Nadine Dorries, del leader conservatore David Cameron e sua moglie, Samantha, e del cancelliere ombra George Osborne e sua moglie Frances.
Le e-mail, inviate dall'ufficio stampa di Downing Street, arrivarono al blogger Paul Staines, che le portò all'attenzione dei media. McBride si dimise lo stesso giorno e Gordon Brown, all'epoca primo ministro, si scusò per le email "giovanili e inappropriate" e inviò lettere personali a coloro che erano stati menzionati nelle e-mail esprimendo il proprio rammarico per l'incidente, ma i politici conservatori lo invitarono a scusarsi pubblicamente. Brown si scusò pochi giorni dopo durante una visita a Glasgow, dicendosi dispiaciuto per quanto accaduto.
Anche Draper in seguito si scusò per il suo coinvolgimento nello scandalo. Sebbene nella sua risposta all'e-mail di McBride avesse descritto l'idea come "assolutamente geniale", Draper affermò di aver risposto all'e-mail solo per ottenere il favore di Downing Street per LabourList. Un esame più approfondito della risposta inviata da Draper mostrò che la trama era molto più avanzata: Draper era a conoscenza di come il controverso sito blog Red Rag fosse già stato creato e si offriva di dirimere le questioni legate agli aspetti tecnologici con il funzionario sindacale Andrew Dodgshon.
In relazione all'incidente, il partito laburista cercò di prendere le distanze dal sito LabourList, affermando che non fosse di proprietà del partito e spingendo Draper a dimettersi dal suo incarico di editore, decisione che quest'ultimo prese all'inizio di maggio dichiarando "Mi dispiace di aver mai ricevuto la famigerata email e mi dispiace per la mia risposta stupida e frettolosa. Avrei dovuto dire subito che l'idea era sbagliata".

### Morte
Nel marzo 2020 Draper contrasse il COVID-19 e fu ricoverato in un'unità di terapia intensiva. All'inizio di giugno, dopo 10 settimane di malattia, era in condizioni critiche e fu posto in coma indotto. Rimase in ospedale per il resto dell'anno e fino a febbraio 2021. Morì all'età di 56 anni il 3 gennaio 2024, durante un nuovo ricovero per COVID-19.

## Vita privata
Draper sposò la presentatrice di Good Morning Britain Kate Garraway nel 2005 a Camden, Londra. La coppia ebbe due figli.

## Opere
- Derek Draper, Blair's hundred days, Faber and Faber, 1997, ISBN 0-571-19346-3, OCLC 38046114. URL consultato il 12 febbraio 2021.
- Derek Draper, Life support : a survival guide for the modern soul, Hay House, 2009, ISBN 978-1-84850-044-0, OCLC 302077775. URL consultato il 12 febbraio 2021.